# Сельское поселение Среднее Аверкино
Сельское поселение Среднее Аверкино — муниципальное образование в Похвистневском районе Самарской области.
Административный центр — село Среднее Аверкино.

## Административное устройство
В состав сельского поселения Среднее Аверкино входят:
- село Ахрат,
- село Нижнеаверкино,
- село Среднее Аверкино,
- посёлок Красная Нива,
- посёлок Матьян,
- посёлок Новоникольский,
- посёлок Таволжанка,
- посёлок Филипповка,
- посёлок Чекалинка,
- железнодорожный разъезд Муравка.